# Gavin Griffin
Gavin Griffin (Darien, 28 agosto 1981) è un giocatore di poker statunitense.
Ha vinto un braccialetto delle World Series of Poker il 14 maggio 2004 nell'evento numero 25, vincendo la somma di $270.420. Ha inoltre conquistato un titolo WPT ed uno EPT.
È stato il primo giocatore della storia ad aver vinto un titolo WSOP, uno WPT ed uno EPT. Condivide il primato con Roland de Wolfe, Jake Cody e Bertrand Grospellier.